# Max Andersson (político)
Max Andersson (nascido em 26 de outubro de 1973) é um político sueco e membro do Parlamento Europeu (MEP) da Suécia de 2014 a 2019. No PE foi membro do Partido Verde, parte do Partido Verde Europeu.